# منیزیم پرکلرات
منیزیم پرکلرات (به انگلیسی: Magnesium perchlorate) با فرمول شیمیایی Mg(ClO۴)۲ یک ترکیب شیمیایی با شناسه پاب‌کم ۲۴۸۴۰ است. که جرم مولی آن ۲۲۳٫۲۰۶ g/mol می‌باشد. شکل ظاهری این ترکیب، پودر سفید است.